# Kate Magowan
Katie Victoria Magowan (Londen, 1 juni 1975) is een Engels actrice. Ze maakte haar filmdebuut in It Was an Accident uit 2000. De Engelse is sinds april 2004 getrouwd met acteur John Simm, met wie ze samen speelde in zowel Is Harry on the Boat?, 24 Hour Party People, Devilwood als Tuesday. Het tweetal heeft een zoon en een dochter.
Magowan verscheen naast haar filmrollen tevens (in gastoptredens) in televisieseries The Bill (twee afleveringen), Murder in Mind, Manchild en New Tricks.

## Filmografie
- A Lonely Place to Die (2011)
- Tuesday (2008)
- Stardust (2007)
- Devilwood (2006)
- Kidulthood (2006)
- It's All Gone Pete Tong (2004)
- High Infidelity (2003)
- 24 Hour Party People (2002)
- Nailing Vienna (2002)
- Londinium (2001)
- Is Harry on the Boat? (2001, televisiefilm)
- It Was an Accident (2000)